# Petra Ivanov
Petra Ivanov (* 5. September 1967 in Zürich) ist eine Schweizer Journalistin und Schriftstellerin.

## Leben
Petra Ivanov wurde 1967 in Zürich geboren. Acht Jahre lang lebte sie in den Vereinigten Staaten und kehrte 1979 mit zwölf Jahren in die Schweiz zurück. Nach ihrem Studium an der Zürcher Dolmetscherschule arbeitete sie als Übersetzerin, Sprachlehrerin und Redaktorin, später als Journalistin auf verschiedenen Redaktionen. Heute lebt sie als Schriftstellerin in Zürich. Seit 2023 ist sie Kolumnistin beim Tages-Anzeiger/Der Bund.
Im Rahmen der Leipziger Buchmesse 2011 erhielt Ivanov das Kranichsteiner Jugendliteratur-Stipendium für ihren Jugendroman Escape.
Petra Ivanov ist Mitglied im Krimi Schweiz – Verein für schweizerische Kriminalliteratur.

## Werke

### Kriminalromane, Flint und Cavalli-Reihe
- Fremde Hände. Appenzeller, Herisau 2005, ISBN 3-85882-390-2; Unionsverlag, Zürich 2009, ISBN 978-3-293-20460-7.
- Tote Träume. Appenzeller, Herisau 2006, ISBN 3-85882-425-9; Unionsverlag, Zürich 2010, ISBN 978-3-293-20486-7.
- Kalte Schüsse. Appenzeller, Herisau 2007, ISBN 978-3-85882-456-1; Unionsverlag, Zürich 2010, ISBN 978-3-293-20502-4.
- Stille Lügen. Appenzeller, Herisau 2010, ISBN 978-3-85882-527-8; Unionsverlag, Zürich 2011, ISBN 978-3-293-20526-0.
- Tiefe Narben. Appenzeller, Herisau 2010, ISBN 978-3-85882-487-5; Unionsverlag, Zürich 2012, ISBN 978-3-293-20558-1.
- Leere Gräber. Appenzeller, Herisau 2012, ISBN 978-3-85882-645-9; Unionsverlag, Zürich 2014, ISBN 978-3-293-20650-2.
- Hangar B. Appenzeller, Herisau 2015, ISBN 978-3-85882-715-9 (Nicht länger einzeln erhältlich. Überarbeitete Version in Erster Funke enthalten).
- Heisse Eisen. Appenzeller, Herisau 2015, ISBN 978-3-85882-723-4; Unionsverlag, Zürich 2017, ISBN 978-3-293-20773-8.
- Erster Funke. Unionsverlag, Zürich 2017, ISBN 978-3-293-00516-7 (Enthält überarbeitete Version von Hangar B).
- Alte Feinde. Unionsverlag, Zürich 2018, ISBN 978-3-293-00537-2.
- Stumme Schreie. Unionsverlag, Zürich 2021, ISBN 978-3-293-00577-8.

### Kriminalromane, Meyer und Palushi-Reihe
- Tatverdacht. Appenzeller, Herisau 2011, ISBN 978-3-85882-563-6. Unionsverlag, Zürich 2013, ISBN 978-3-293-20605-2.
- Hafturlaub. Appenzeller, Herisau 2014, ISBN 978-3-85882-697-8. Unionsverlag, Zürich 2016, ISBN 978-3-293-20726-4.
- Täuschung. Unionsverlag, Zürich 2016, ISBN 978-3-293-00507-5.
- Entführung. Unionsverlag, Zürich 2019, ISBN 978-3-293-00547-1. Unionsverlag, Zürich 2021, ISBN 978-3-293-20909-1.

### Thriller, KRYO-Trilogie
Die Thriller-Trilogie Kryo (griechisch kryos für kalt) handelt von der Unsterblichkeit, Transhumanismus und dem ewigen Leben, wobei die Optimierung des Menschen ein gewinnbringendes Geschäft ist. Die Hauptthemen sind Plasmapherese (Verjüngungskur mit Blutplasma), Kryonik/Biostase (Kältekonservierung eines Organismus) und Mind uploading (Digitalisierung des Gehirns). Die Trilogie ist auch ein Polit-Thriller zwischen den USA, Russland und China. Die Protagonisten im Thriller sind die Dolmetscherin Julia und ihr Sohn Michael, der Arzt und Journalist ist.
- KRYO. Die Verheißung. Unionsverlag, Zürich 2023, ISBN 978-3-293-00596-9.
- KRYO. Die Versuchung. Unionsverlag, Zürich 2024, ISBN 978-3-293-00597-6.
- KRYO. Die Verfehlung. Unionsverlag, Zürich 2024, ISBN 978-3-293-00598-3.

### Liebesroman
Unter dem Pseudonym Julia Parin
- Wenn Träume Wurzeln schlagen. Heyne Verlag, München 2022, ISBN 978-3-453-42576-7.

### Jugendbücher
- Reset. Appenzeller, Herisau 2009 / 2017, ISBN 978-3-85882-776-0.
- Escape. Appenzeller, Herisau 2010 / 2017, ISBN 978-3-85882-778-4.
- Delete. Appenzeller, Herisau 2011 / 2017, ISBN 978-3-85882-780-7.
- Control. Appenzeller, Herisau 2012 / 2017, ISBN 978-3-85882-782-1.
- Geballte Wut. Appenzeller, Herisau 2014, ISBN 978-3-85882-678-7; Unionsverlag, Zürich 2015, ISBN 978-3-293-20701-1.
- Crash. da bux, Werdenberg 2016, ISBN 978-3-906876-00-9.
- Sex-Ding. da bux, Werdenberg 2019, ISBN 978-3-906876-12-2.
- Allein am Mic. Zusammen mit Jonny Ivanov, da bux, Werdenberg 2024, ISBN 978-3-906876-38-2.

### Geschichten
- Angst, Haas und Glockenschlag. Appenzeller, Herisau 2007, ISBN 978-3-85882-469-1.
- Angst, Haas und Seitensprung. Appenzeller, Herisau 2009, ISBN 978-3-85882-501-8.
- Angst, Haas und Wellness. Appenzeller, Herisau 2010, ISBN 978-3-85882-529-2.